# Japonsko na Zimních olympijských hrách 2014
Japonsko na Zimních olympijských hrách 2014 reprezentovalo 136 sportovců v 15 sportech.

## Medailisté
| Medaile | Jméno                                              | Sport                | Disciplína                   | Datum     |
| ------- | -------------------------------------------------- | -------------------- | ---------------------------- | --------- |
| Zlato   | Juzuru Hanjú                                       | Krasobruslení        | Muži jednotlivci             | 14. února |
| Stříbro | Ajumu Hirano                                       | Snowboarding         | Muži U rampa                 | 11. února |
| Stříbro | Akito Watabe                                       | Severská kombinace   | Muži střední můstek + 10 km  | 12. února |
| Stříbro | Noriaki Kasai                                      | Skoky na lyžích      | Muži velký můstek            | 15. února |
| Stříbro | Tomoka Takeučiová                                  | Snowboarding         | Ženy paralelní obří slalom   | 19. února |
| Bronz   | Taku Hiraoka                                       | Snowboarding         | Muži U rampa                 | 11. února |
| Bronz   | Reruhi Šimizu Taku Takeuči Daiki Itó Noriaki Kasai | Skoky na lyžích      | Družstvo mužú (velký můstek) | 17. února |
| Bronz   | Ajana Onozukaová                                   | Akrobatické lyžování | Ženy U rampa                 | 20. února |